# Pokémon Heroes
Pokémon Heroes: Latias & Latios, er en japansk animeret spillefilm fra 2001 og den femte film, der foregår i Pokémon-universet og er baseret på TV-serien. Filmen udkom på DVD i Danmark den 17. april 2007.

## Handling
Hvert år i byen Alto Mare afholdes et særligt Vand-Pokémon-ræs gennem dets kanaler, og dette år deltager både Ash Ketchum og Misty. Selvom han ikk vinder, så medtager Ash en mystiske pige, som han redder fra to skurkagtige kvinder. Men det er ingen normal pige, for det viser sig, at hun er den legendariske Pokémon Latias i forklædning.
Ash for et indblik i Latias og latios' hemmelige verden, men verden bliver snart truet af de to kvinder fra før, Annie og Oakley, og Ash hans venner må stoppe dem, for at undgå verdens undergang.

## Stemmer
| Rolle                         | Original stemme    | Dansk stemme         |
| ----------------------------- | ------------------ | -------------------- |
| Ash Ketchum                   | Rica Matsumoto     | Mathias Klenske      |
| Pikachu                       | Ikue Ohtani        | Ikue Ohtani          |
| Misty                         | Mayumi Iizuka      | Annevig Schelde Ebbe |
| Jessie                        | Megumi Hayashibara | Ann Hjort            |
| James                         | Shin'ichirō Miki   | Thomas Kirk          |
| Meowth                        | Inuko Inuyama      | Peter Zhelder        |
| Bianca                        | Fumiko Orikasa     | Ukendt               |
| Annie                         | Uno Kanda          | Annevig Schelde Ebbe |
| Oakley                        | Yumiko Shaku       | Gry Trampedach       |
| Lorenzo                       | Yūzō Gucci         | Peter Aude           |
| Ross                          | Kōichi Yamadera    | Timm Mehrens         |
| Tour de Alto Mare-kommentator | Ukendt             | Timm Mehrens         |
| Fortælleren                   | Unshō Ishizuka     | Torben Sekov         |